# Río Tirón
El río Tirón es un río de España, afluente del Ebro. En su tramo final se le conoce como Oja-Tirón, al unir sus aguas a las del río Oja en el municipio de Anguciana.

## Geografía
El río Tirón nace en Fresneda de la Sierra Tirón en la laguna glaciar de Pozo Negro, dentro de la sierra de la Demanda (provincia de Burgos, Castilla y León) a 1825 m s. n. m. de altitud. Discurre por tierras burgalesas a lo largo de treinta kilómetros, atravesando Fresneda de la Sierra Tirón, San Vicente del Valle, Espinosa del Monte, Villagalijo, Belorado, Fresno de Río Tirón, Cerezo de Río Tirón; después entra en La Rioja pasando por los municipios de Tormantos, Leiva, Herramélluri, Ochánduri, Cuzcurrita de Río Tirón, Tirgo, Cihuri, Anguciana (en este término municipal el río recibe las aguas a las del río Oja), y desemboca en el Ebro cerca del Cerro de la Mota en Haro.

### Descripción de la cabecera
La cabecera del río Tirón pertenece al conjunto montañoso de la Sierra de la Demanda burgalesa, cuya cumbre principal es el Pico de San Millán (2131 m). Los materiales que componen la geología de esta cabecera son antiguos, principalmente areniscas muy compactadas de la Era Primaria y ya en las inmediaciones de Garganchón aparecen algunos afloramientos de calizas jurásicas ricas en fósiles. Cabe destacar que los materiales de las principales cimas de la Demanda tiene origen glaciar, quedando restos de esta actividad cuaternaria en el Pozo Negro (Fresneda de la Sierra Tirón) o en otras cimas como el Mencilla la sierra homónima.

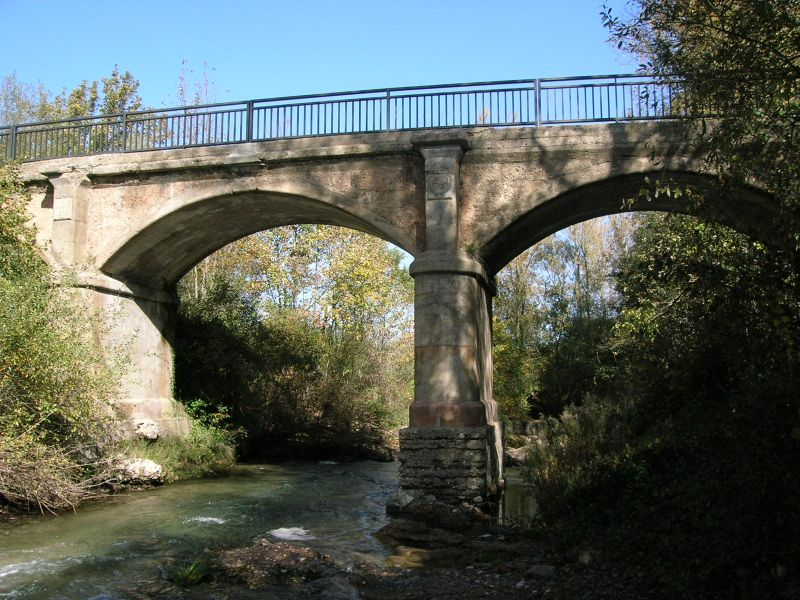
Puente del Diablo en la carretera de Pradoluengo a Belorado (BU-P-8104).

Todas las aguas que se le incorporan por su margen derecho le provienen de los ríos que nacen en los Montes de Ayago: el río Reláchigo, el río San Julián o Encenero, el río Redecilla o Valorio; todos vierten en el río Tirón por su margen derecho, ya en el llano. El río Tirón, a los pocos kilómetros de su nacimiento, se ve “obligado” por los Montes de Ayago, a interrumpir su inicial trayectoria sur-norte, para, pasar por el puente de Fresneda de la Sierra en Fresneda de la Sierra, girar 90° y dirigirse al oeste, dejando a su margen derecho todo el macizo de esos montes hasta que llega a Belorado.
Transcurre por un tremendo desnivel hasta llegar a Ezquerra, donde sus aguas pierden velocidad, adentrándose en materiales conglomerados más recientes del Oligoceno (Era Terciaria). A su paso por San Miguel de Pedroso se encuentra un puente muy costoso de construir ya que cada vez que se acababan las obras las crecidas del río lo desmoronaban, por lo que los obreros acabaron llamándolo puente del Diablo.

### Valle plano: Belorado a Leiva
La corriente del río Tirón pierde pendiente y velocidad en sus aguas en las inmediaciones de la localidad de Ezquerra, donde el río Urbión desemboca en el Tirón, alcanzando una anchura considerable a su paso por, San Miguel de Pedroso y sobre todo en Belorado.
Cabe destacar el elemento de la Mesa (terraza fluvial del cuaternario) que ha quedado separada por la corriente del río Tirón y el río Retorto.

### Afluentes
Los principales afluentes del río Tirón son los siguientes ríos:
- por la margen derecha:

- río Glera o río Oja, de 48 km de longitud;
- río Valorio;o río Redecilla;
- río Encemero o San Julian o río Robrillos, de 12 km;
- río Reláchigo, de 22 km;

- por la margen izquierda:

- río Urbión, de 15 km;
- río Oropesa;
- río Retorto, de 19 km;
- río Bañuelos o Pecezorios o San García;
- río Rugarto;o río Arto;
- río Ea, de 18 km.